# Tmetonota
Tmetonota is een geslacht van rechtvleugeligen uit de familie veldsprinkhanen (Acrididae). De wetenschappelijke naam van dit geslacht is voor het eerst geldig gepubliceerd in 1884 door Saussure.

## Soorten
Het geslacht Tmetonota omvat de volgende soorten:
- Tmetonota abrupta Walker, 1870
- Tmetonota dispar Miller, 1929
- Tmetonota peregrina Karny, 1917
- Tmetonota rugosa Stål, 1873
- Tmetonota scabra Saussure, 1888
- Tmetonota terrosa Saussure, 1888
- Tmetonota verrucosa Saussure, 1888